# Свети Архангел Михаил (Крушовица)
„Свети Архангел Михаил“ е православен храм в плевенското село Крушовица, част от Плевенската епархия на Българската православна църква.

## История
Църквата е една от малкото църковни сгради, дело на тревненския стротел Генчо Ганчев.
Иконостасът на храма е дело на дебърски майстори от рода Филипови. Според други сведения е иконостасът в църквата е дело на друг македонски българин Методи Балалчев.